# Sân bay Chumikan
Sân bay Chumikan (ICAO: UHHY) là một sân bay ở Chumikan, vùng Khabarovsk, Nga.

## Hãng hàng không và điểm đến
| Hãng hàng không         | Các điểm đến |
| ----------------------- | ------------ |
| Khabarovsk Airlines     | Khabarovsk   |
| Vostok Aviation Company | Khabarovsk   |

## Thống kê
Nguồn:

## Tai nạn và sự cố
- Vào ngày 2 tháng 8 năm 1973, một chiếc Antonov An-2R do Aeroflot vận hành đã bị hỏng động cơ và đâm xuống Chumikan.